# 甲府市道愛宕町下条線
甲府市道愛宕町下条線（こうふしどうあたごまちしもじょうせん）は、山梨県甲府市の愛宕町から甲斐市中下条を結ぶ市道である。都市計画道路に指定されており、甲府市道では唯一の片側2車線、合計4車線の道路として供用されている。

## 概要
山梨県の中心部である甲府市とベッドタウンである甲斐市を結ぶ道路として国道52号（美術館通り）や山梨県道6号甲府韮崎線（山の手通り）があるが、いずれも片側1車線合計2車線の道路（美術館通りは一部区間が片側2車線合計4車線）であり、ラッシュ時間帯において渋滞が蔓延していた。
また、愛宕町下条線の東端には甲府駅があり、甲府駅北口整備が行われていたことに関連し、渋滞緩和とアクセス向上を目的に1981年（昭和56年）より当該区間において道路整備が進められていた。全区間のうち甲府市の朝日三丁目交差点を境に西側を山梨県、東側を甲府市が担当する形で工事が行われ、2010年（平成22年）に全線開通した。

## 起点・終点
- 起点：山梨県甲府市愛宕町（山梨英和中学校・高等学校付近）
- 終点：山梨県甲斐市中下条（中下条交差点）

## 諸元
- 全長: 4.7km
- 車線数
  - 中下条交差点〜朝日三丁目交差点間 - 片側2車線、合計4車線
  - 朝日三丁目交差点〜甲府市愛宕町間 - 片側1車線、合計2車線
- 設計速度: 50km/h
- 幅員
  - 25.0m（中下条交差点〜朝日三丁目交差点間、但し富士見大橋区間のみ22.0m）
  - 16.0m（朝日三丁目交差点〜甲府市愛宕町間、但し甲府駅北口付近のみ20.0m）

## 交差する主な道路
- 山梨県道31号甲府山梨線（舞鶴通り） - 甲府市北口（山梨文化会館前交差点）
- 山梨県道6号甲府韮崎線（朝日通り） - 甲府市朝日（朝日町ガード下交差点）
- 山梨県道7号甲府昇仙峡線（アルプス通り） - 甲府市塩部（甲府工業高校西交差点）
- 山梨県道106号中下条甲府線（飯田通り） - 甲斐市長塚（長塚中交差点）
- 山梨県道25号甲斐中央線 - 甲斐市中下条（中下条交差点）

## 周辺施設
- セインツ.25
- 山梨文化会館
- 甲府駅北口
- 甲府市藤村記念館
- NHK甲府放送局
- 甲府地方合同庁舎
- 山梨県立甲府工業高等学校
- 駿台甲府高等学校
- 湯村自動車学校